# Castelo Zé dos Montes
O Castelo Zé dos Montes está localizado na Serra da Tapuia, no município de Sítio Novo, no estado do Rio Grande do Norte. É considerado um cartão-postal do município, por sua beleza que contrasta com a paisagem serran a.

## Criação do castelo
A construção, de pedra e cal, foi feita pelo sargento aposentado José Antônio Barreto — ou Zé dos Montes, que dá nome à obra. Ele alega ter recebido instruções de Nossa Senhora para erguê-la, tendo despendido mais de trinta anos no castelo inspirado na arquitetura mourisca.
José Antônio Barreto (São José de Mipibu, 1932 - Natal, 6 de julho de 2020), ou simplesmente Zé dos Montes, era militar e na década de 1980, após aposentar-se, dedicou-se a construção do castelo que leva o seu nome.
Morreu em julho de 2020, aos 88 anos de idade, em decorrência de SFMO.